# پادشاهی اورشلیم
پادشاهی لاتینی اورشلیم نام دولتی بود که پس از نخستین جنگ صلیبی در ۱۰۹۹ میلادی در جنوب شامات بنیاد نهاده شد. کیش رسمی این دولت مسیحیت کاتولیک بود. پادشاهی اورشلیم دو سده دوام آورد و سرانجام در ۱۲۹۱ میلادی، واپسین دارایی آنان یعنی شهر عکا به دست ممالیک افتاد و بدین‌سان این دولت از میان رفت.
پادشاهی اورشلیم پس از پایان یافتن نخستین جنگ صلیبی در سال ۱۰۹۹ توسط گادفری بوین در کرانهٔ شرقی دریای مدیترانه در سرزمین شام تأسیس شد. این پادشاهی توانست تقریباً حدود ۲۰۰ سال، از ۱۰۹۹ تا ۱۲۹۱ باقی بماند تا اینکه آخرین پایگاه این پادشاهی در عکا، توسط ممالیک تصرف شد. تاریخ این پادشاهی را می‌توان به دو بخش تقسیم نمود: دوره نخست که به نخستین پادشاهی اورشلیم معروف است از سال ۱۰۹۹ تا ۱۱۸۷ طول کشید و در نهایت با پیروزی صلاح‌الدین ایوبی بر صلیبیون و از دست رفتن اورشلیم، پایتخت به عکا انتقال یافت. این پادشاهی پس از جنگ صلیبی سوم، در عکا مجدداً باز تأسیس شد. دوره دوم پس از جنگ صلیبی ششم و توافق امپراتور فریدریش دوم با ایوبیان و بازپس‌گیری اورشلیم طی معاهده و قرادادی تا زمان حمله خوارزمشاهیان به اورشلیم که به دومین پادشاهی اورشلیم یا پادشاهی عکا مشهور است.
پس از تشکیل پادشاهی اورشلیم، قلمروهای تقسیم شده بین فرماندهان صلیبی به صورت مجموعه ارباب‌نشین‌های فئودالی (همچون کنت‌نشین‌ ادسا و کنت‌نشین طرابلس) تحت حاکمیت یک پادشاه درآمدند که این شیوه در دوره جانشینان گادفری بوین نیز ادامه یافت. دولت صلیبی اورشلیم چهار ارباب‌نشین اصلی صیدا، جلیل، یافا و ماورای اردن، شامل کرک و شوبک را به همراه دوازه واسال کوچک لدُ، نابلس، الخلیل، حیفا، بیسان، آرسوف، قیمون، تورون و بانیاس، اسکندرونه، داروم، بیروت و قیساریه که بزرگ‌ترین آنها بود، شامل می‌شد. این مجموعه همگی تابع مستقیم پادشاه اورشلیم بودند. پادشاه چند شهر را مستقیماً خود اداره می‌کرد و املاکش را برای خود می‌دانست. این شهرها به یک روایت اورشلیم، عکا، نابلس، پس از مدتی داروم بودند و به روایتی دیگر، افزون بر آنها، شهر صور را نیز شامل می‌شد. و قطعات دوازده‌گانه مزبور نیز غالباً به صورت موروثی اداره می‌شدند.
پادشاه از کمک و حمایت چندین صاحب‌منصب کشوری استفاده می‌برد که وی را در امر اداره پادشاهی یاری می‌رساندند. بدین ترتیب همان شیوه حکومتی رایج در حکومت‌های فئودال اروپا نیز در پادشاهی تازه تأسیس اورشلیم پیاده و اجرایی شد. نظام پادشاهی در اورشلیم تاحدودی هم انتخابی و هم ارثی بود. با این حال با شکل‌گیری خاندان سلطنتی در دوره اوج قدرت پادشاهی اورشلیم، شیوه‌ای مشخص برای جانشینی پدید آمد. با وجود این مسئله، پادشاه هنوز توسط دادگاه عالی (Haute Cour) انتخاب یا حداقل حکومت وی تأیید و به رسمیت شناخته می‌شد. پادشاه براساس اولی بین برابرها (پریموس اینتر پارس: Primus Inter Pares) شناخته می‌شد و در غیاب پادشاه وظایف وی برعهده مباشر بود. همچنین پادشاه ریاست دربار، فرماندهی کل قوا، مسئولیت ادرات مرکزی و حق تعیین همسر برای زنانی که وارث اربابان می‌شدند را بر عهده داشت.

## پیش‌زمینه

### نخستین جنگ صلیبی
پس از جنگ ملازگرد، سلجوقیان در سال ۱۰۷۱ م به اوج قدرت خود رسیدند؛ اما پس از مرگ آلب‌ارسلان و ملکشاه در سال ۱۰۹۲ م اوضاع رو به آشفتگی رفت و ترکان سلجوقی درگیر جنگی داخلی شدند که منجر به تقسیم حکومت و امپراتوری سلجوقی شد. در این زمان عراق صحنه آشوب‌ها و انقلاب‌هایی بود که به وسیلهٔ اعراب و ترک‌ها رهبری می‌شد. اما در شام، تتش در سال ۱۰۹۵ م درگذشت و پسرانش رضوان، حاکم حلب، و دقاق، حاکم دمشق، پس از کوشش‌های فراوان بر اوضاع مسلط شدند. اورشلیم به حکومت ارتقیان انتقال یافت. طرابلس زیر سلطه شیعیان بنی عمار بود. فاطمیان مصر با استفاده از این آشفتگی به گسترش اراضی خویش در فلسطین پرداختند و اورشلیم را تسخیر کردند و موصل در زیر فرمان کربغا قرارداشت.
امپراتور بیزانس، الکسیوس یکم، که نگران پیشروی سلجوقیان به سمت غرب تا نیقیه در پی شکست در نبرد ملازگرد بود، در مارس ۱۰۹۵ م فرستادگانی را به شورای پیاچنزا فرستاد، تا علیه ترکان از پاپ درخواست یاری کند. اوربان شاید به امیدِ از بین رفتن انشقاق چهل‌ساله بین کلیسای ارتدوکس و کاتولیک و برقرار شدن دوبارهٔ وحدت دینی در سراسر اروپا، به این درخواست پاسخ مثبت داد. الکسیوس و اوربان، پیش از این و در سال ۱۰۸۹ م تماس‌های نزدیکی با یکدیگر برقرار کرده بودند و آشکارا در مورد موضوع یکپارچگی کلیسای مسیحی به گفتگو پرداخته بودند که نشانه‌های قابل توجهی از همکاری میان قسطنطنیه و رم در سال‌های پیش از آغاز جنگ صلیبی وجود داشته‌است. در ژوئیهٔ ۱۰۹۵ م، پاپ به زادگاه خود در فرانسه رفته تا به جمع‌آوری نیرو برای این اردوکشی مشغول شود. اوج سفر او در شورای کلرمونت و در ماه نوامبر رخ داد؛ جایی که او موعظه‌ای شورانگیز را برای تعداد زیادی شنونده از طبقهٔ اشراف و روحانیون ایراد کرد. جمعیت مشتاق حاضر پس از سخنرانی و در پاسخ به پاپ، فریاد دئوس وولت (خدا [این را] می‌خواهد) سردادند. و تاریخ ۱۵ اوت ۱۰۹۶ م، مصادف با روز عروج مریم را برای عزیمت به سوی نخستین جنگ صلیبی قرار داد.
چهار سپاه اصلی از صلیبی‌ها در زمان مشخص شده به وسیلهٔ پاپ در اوت ۱۰۹۶ م، اروپا را ترک کردند. آن‌ها مسیرهای مختلفی را به سوی قسطنطنیه برگزیدند و در بیرون از دیوارهای شهر و در میان نوامبر ۱۰۹۶ م تا آوریل ۱۰۹۷ م گرد هم‌آمدند؛ اوگ ورماندو نخستین کسی بود که به آنجا رسید و پس از او گادفری، ریموند و بوهموند نیز از راه رسیدند.
سپاه صلیبی‌ها در طول نیمه نخست سال ۱۰۹۷ م، به آسیای کوچک منتقل شده و الکسیوس نیز دو تن از ژنرال‌هایش به نام‌های مانوئل بوتومیتس و تاتیسیوس را نیز برای یاری صلیبی‌ها فرستاد. نخستین هدف لشکرکشی آنان نیقیه بود. نیقیه که در گذشته شهری مهم در قلمرو فرمانروایی امپراتوری بیزانس محسوب می‌شد، در آن هنگام بدل به پایتخت سلطنت سلجوقی روم و فرمانروایی قلج ارسلان یکم شده بود. او که قدرت این سپاه تازهٔ صلیبی را دست‌کم گرفته بود در آن هنگام با رها کردن خانواده و خزانه‌اش در شهر، برای جنگ با دانشمندیان به آناتولی مرکزی لشکرکشی کرده‌بود.
پیرو این رویداد و به محض ورود صلیبی‌ها به پشت دیوارهای شهر، این شهر در محاصره‌ای نسبتاً طولانی قرار گرفت. در نهایت پادگان تُرک‌های شهر در ۱۸ ژوئن تسلیم شده و شهر در دست نیروهای بیزانسی قرار گرفت، و این رویداد سرچشمهٔ آغاز درگیری‌های صلیبی‌ها و امپراتوری بیزانس شد. پرچم‌های امپراتوری بیزانس بر دیوارها و برج‌های شهر برافراشته شدند و صلیبی‌ها از غارت شهر و حتی ورود به آن، جز در دسته‌های کوچک و همراه با محافظ منع شدند. گرچه این اتفاق مطابق با سیاست سوگند وفاداری صلیبی‌ها به الکسیوس و امپراتوری روی داده‌بود اما امپراتور با بخشش هدایای خوراکی به سپاه صلیبی‌ها و نیز هدایایی گرانبها از گنجینهٔ قلج ارسلان به سران صلیبی، آنان را از خود خشنود کرد.

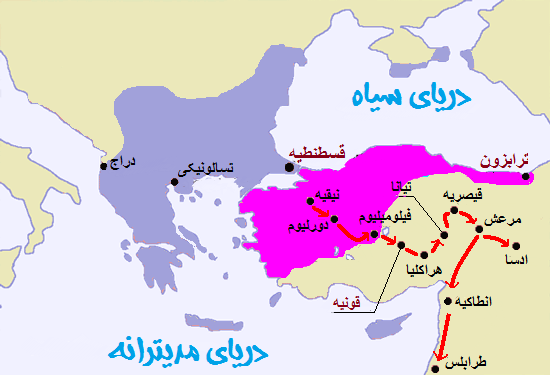
مسیر نخستین جنگ صلیبی از میان آسیا

در پایان ماه ژوئن، صلیبی‌ها از میان آناتولی به حرکتشان ادامه دادند. آنان توسط تعدادی از سربازان بیزانسی به فرماندهی تاتیسوس همراهی می‌شدند، و همچنان به این امید دل بسته بودند که امپراتور الکسیوس، تمام سپاه بیزانس را پس از آنان بسوی‌شان خواهد فرستاد. صلیبی‌ها سپاهشان را برای کنترل راحت‌تر به دو دسته تقسیم کردند؛ یک گروه به فرماندهی نورمن‌ها، و دیگری به فرماندهی فرانسوی‌ها. دو گروه از پیش تعیین کرده بودند که در دورلیوم به یکدیگر ملحق شوند، اما در یکم ژوئیه و در نزدیکی دورلیوم با سپاه ارسلان روبرو شدند و در نبردی که روی داد، توانستند نیروهای او را از میان بردارند.
حرکت صلیبی‌ها از میان آناتولی گریزناپذیر بود، اما از آنجاکه ارسلان هر آنچه در پشت سر حرکت سپاهش قرار داشت را سوزانده و نابود کرده بود، این سفر بسیار سخت و طاقت‌فرسا می‌نمود. این رویداد در میانهٔ تابستان بود و در نتیجه تعداد زیادی از افراد و اسب‌های صلیبی‌ها که آب و غذای کمی به همراه داشتند، کشته شدند. مسیحیان محلی نیز در بین راه برخی مواقع به آنان غذا و پول، هدیه می‌کردند. صلیبی‌ها نیز هر زمانی که فرصتی بدست می‌آوردند، دست به چپاول و غارت می‌زدند. هریک از فرماندهان درگیری و بحث را پیرامون رهبری کل گروه شروع کرده‌بود، گرچه هیچ‌یک از آنان از قدرت کافی برای این کار بهره‌مند نبود، و تنها آدهمار به عنوان رهبری معنوی سپاه به رسمیت شناخته شده‌بود. پس از گذشتن از میان دروازه‌های کلیکیه، بالدوین بوین بر سرزمین ارمنی‌ها در پیرامون فرات متمرکز شد. او تصمیم گرفت ملکی را برای خود در سرزمین مقدس تصرف کند و در ابتدای سال ۱۰۹۸ م، او به عنوان جانشین توروس حاکم ادسا برگزیده شد. توروس در میان رعایای ارمنی به دلیل داشتن مذهب ارتدوکس یونانی محبوبیتی نداشت. پس از چندی توروس، در پی شورشی که احتمالاً با تحریک بالدوین روی داده بود، کشته‌شد. در مارس ۱۰۹۸ م، بالدوین به عنوان حاکم جدید انتخاب شد و کنت‌نشین ادسا را به عنوان نخستین دولت صلیبی ایجاد کرد.
بوهموند به کمک یک نگهبان ارمنی تازه مسلمان به نام فیروز توانست برجی را تسخیر کرده و در نتیجه، در ۳ ماه ژوئن صلیبیون وارد انطاکیه شدند و بسیاری از ساکنان مسلمان آن را قتل‌عام کردند. پس از تسخیر شهر، شوالیه‌ها و سربازان دون‌پایه‌تر به‌طور فزاینده‌ای بی‌قراری می‌کردند و خواستار ادامهٔ حرکت به سوی اورشلیم بودند و رهبرانشان را مجبور به پذیرش این کار کردند. سراجام در آغاز سال ۱۰۹۹ م، صلیبیون با برگزیدن بوهموند به عنوان نخستین شاهزاده انطاکیه، راهپیمایی به سوی اورشلیم را دوباره آغاز کردند.
در جریان پیشروی به سوی اورشلیم در ساحل مدیترانه، صلیبیون به دلیل صلح‌جویی حاکمان محلی و آمادگیشان برای تهیه آذوقه و تجهیزات مورد نیاز صلیبیون، با مقاومت کمی روبرو شدند و تنها مجبور به محاصرهٔ عرقا گشتند که آن را نیز نیمه کاره رها کرده و به ادامهٔ مسیر پرداختند.
افتخارالدوله، فرماندار فاطمی اورشلیم، که از رسیدن صلیبیون آگاه شد، همهٔ ساکنان مسیحی اورشلیم را از شهر اخراج کرد تا احتمال سقوط شهر را به‌خاطر خیانت داخلی کاهش دهد؛ همچنین او بسیاری از چاه‌های اطراف بیرون شهر را نیز مسموم کرد. هنگامی که صلیبیون در ۷ ژوئن به اورشلیم رسیدند، تنها چند سال بود که فاطمیان این شهر را از سلجوقیان بازپس‌گرفته بودند. بسیاری از صلیبیون پس از دیدن شهر و به پایان رسیدن سفر بسیار طولانیشان گریستند.

### محاصره اورشلیم
صلیبیون هنگامی که به حومهٔ اورشلیم رسیدند با منطقه‌ای خشک و بدون گیاه و خالی از منابع آب و غذا مواجه شدند. در این مکان، هیچ دورنمایی برای رسیدن نیروی‌امدادی وجود نداشت و حتی بیم حملهٔ قریب‌الوقوع حاکمان محلی فاطمی نیز می‌رفت. هیچ امیدی به تلاش برای محاصره کردن شهر مانند آنچه در انطاکیه روی داده‌بود، وجود نداشت و صلیبیون از جنگجویان، پشتیبانی، آذوقه و زمان کافی برخوردار نبودند. در مقابل، آن‌ها تصمیم گرفتند تا مستقیماً به شهر یورش ببرند. صلیبیون دارای انتخاب‌های محدوی بودند زیرا برطبق تخمین‌ها از نیروی آنان، تنها ۱۲٬۰۰۰ نفر شامل ۱۵۰۰ سواره‌نظام باقی‌مانده بود. گادفری و تنکرد، در شمال شهر اردوگاهی ساخته بودند، ریموند اردوگاه خود را در جنوب شهر برپا کرد. علاوه بر این، نیروهای پروانسی نیز در ۱۳ ژوئن و در نخستین حمله شرکت نکردند. این اختلافات در میان سپاه صلیبیون به وحدت عمل آنان صدمه می‌زد. در نخستین حمله که احتمالاً بیشتر برای گمانه‌زنی از میزان توان استحکامات صورت پذیرفت، صلیبیون پس از رخنه کردن به دیوار بیرونی، در نفوذ به دیوار درونی شهر ناکام ماندند.
در جلسهٔ پس از شکست نخستین حمله در بین رهبران مختلف صلیبیون برسر لزوم هماهنگی بیشتر در حملات آینده توافق شد. در ۱۷ ژوئن، گروهی از دریانوردان جنوایی تحت فرمانِ برادران امبریاکو وارد بندر یافا شده و سپاه‌صلیبی را با مهندسین ماهر و به احتمال زیاد با قطعات الوارهای چوب کشتی‌هایشان برای ساختن برج‌ها و ابزارآلات محاصره تجهیز کردند. در همین هنگام کشیشی به نام پیتر دزیدریوس مدعی شد که اسقف آدهمار را در خواب دیده‌است. او همگان را به سه روز روزه گرفتن و سپس با طواف دیوارهای اورشلیم با پای برهنه واداشت و گفت که پس از آن، همانند اتفاقی که در داستانی در کتاب مقدس که در مورد محاصره اریحا بوسیلهٔ یوشع روی داده‌بود، شهر سقوط خواهد کرد. پس از سه روز روزه در ۸ ژوئیه، صلیبیون مراسم طواف دسته‌جمعی را به همان صورت که دزیدریوس به آنان آموخته بود، اجرا نموده و مراسم در کوه زیتون و با موعظهٔ پیتر راهب پایان یافت؛ و اندکی پس از این ماجرا، گروه‌های گوناگون صلیبی که با یکدیگر اختلافات شدید داشتند، پیمان به ایجاد روابط حسنه و کنار گذاشتن اختلافات بستند. خبرهای حرکت و خروج سپاه کمکی فاطمیان از مصر، به سپاه صلیبیون نیز انگیزه‌ای بسیار قوی برای حمله‌ای دیگر به شهر داد.
حملهٔ نهایی به اورشلیم در ۱۳ ژوئیه آغاز شد؛ نیروهای ریموند به دروازه جنوبی حمله کرده و در همان هنگام، گروه‌های دیگر به دیوار شمالی حمله نمودند. در ابتدا پروانسی‌ها در دروازه جنوبی پیشرفت کمی داشتند، اما وضعیت نیروها در دیوار شمالی در حالت بهتری قرار داشت؛ آنان آرام ولی به صورت پیوسته در حال از میان برداشتن مدافعان شدند. در روز ۱۵ ژوئیه، یورش نهایی در هر دو سمت شهر آغاز شد و در نهایت استحکامات لایهٔ درونی دیوار شمالی، تسخیر گشت. هراس به وجود آمده ناشی از این رویداد در مدافعان، آنان را بر آن داشت تا دیوارهای شهر را در هر دو سوی شهر رها کنند و در نهایت به صلیبیون اجازه دهند که وارد شهر شوند.

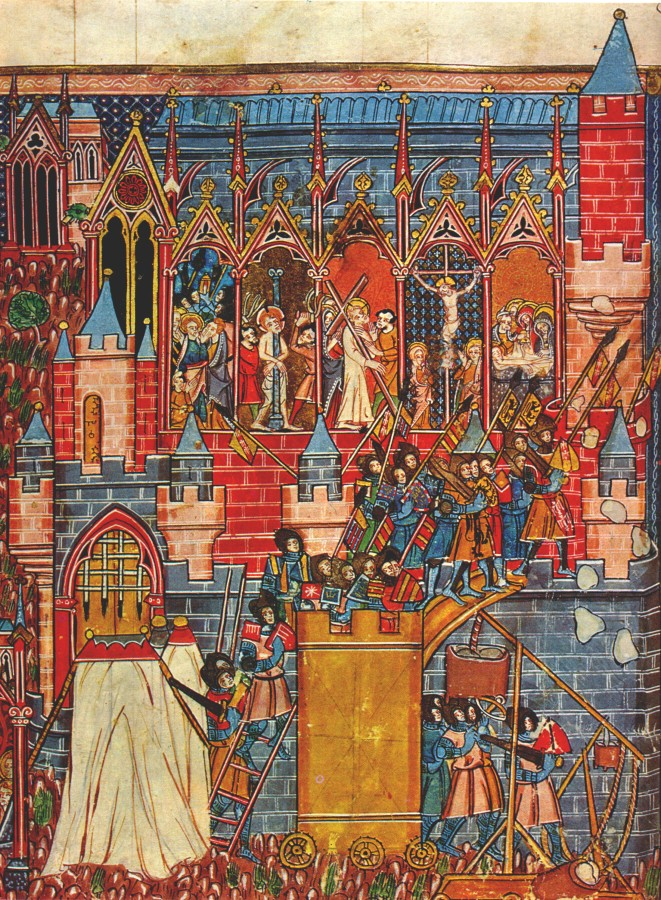
محاصره اورشلیم، تصویر شده در نسخه‌ای خطی از قرون وسطی

پس از حمله موفقیت‌آمیز به دیوار شمالی، مدافعان درحالی که توسط تنکرد و مردانش تعقیب می‌شدند، به سمت حرم شریف فرار کردند. پیش از آنکه مدافعان بتوانند منطقه را تسخیر کنند و سنگر بگیرند، مردان تنکرد به آنجا حمله، و بسیاری از مدافعان را سلاخی کردند و بازماندگان نیز در مسجد الاقصی پناه گرفتند. تنکرد کشتار را متوقف کرد و اعلام کرد، کسانی که در مسجد هستند مورد حمایت او و در امان خواهند بود. هنگامی که مدافعان دیوار جنوبی، دربارهٔ رویداد سقوط دیوار شمالی شنیدند، به سمت ارگ گریخته و اجازه دادند تا ریموند و پروانسی‌ها نیز وارد شهر شوند. افتخارالدوله، فرمانده پادگان شهر، در پی قراردادی با ریموند، ارگ را در قبال حفظ جان خود و محافظانش تسلیم او کرد و در عوض با امنیت و درپناه سپاه ریموند، به اشکلون رفت.
گزارش‌های شاهدان عینی در میان سپاه صلیبیون، تأییدکنندهٔ درستی رویداد کشتار فجیع و بسیار بزرگ پس از محاصره است. با این وجود، برخی از مورخان گفته‌اند که مقیاس این کشتار در منابع قرون وسطایی، بیش از حد بزرگنمایی شده‌است.
کشتار در ادامهٔ روز نیز ادامه یافت. تمام مسلمانان کشته شده و یهودیانی که در کنیسه جامع پناه گرفته بودند، بوسیلهٔ صلیبیون و همراه با کنیسه‌شان به آتش کشیده شدند. روز بعد، زندانیان تنکرد در مسجد الاقصی نیز کشته شدند. با این وجود، واضح است که برخی از مسلمانان و یهودیان این شهر از این کشتار، جان سالم به در برده یا فرار کردند یا برای دریافت خون‌بها به اسارت درامدند. جمعیت مسیحی شرقی این شهر، پیش از محاصره توسط فرماندار شهر اخراج شده بودند و بدین ترتیب از این کشتار جان سالم بدر بردند.

## برپایی پادشاهی اورشلیم

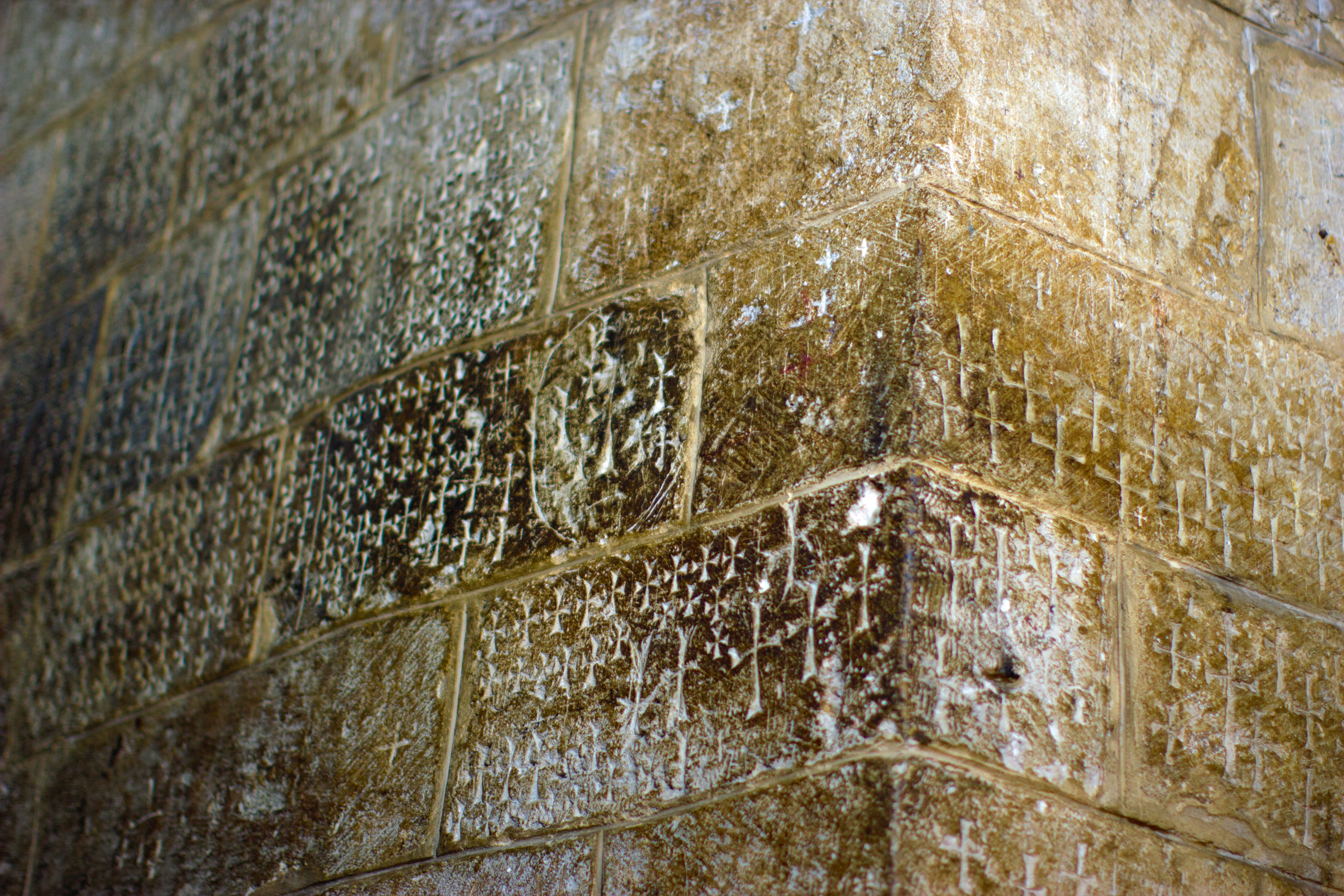
نوشته‌ای مربوط به صلیبیون در کلیسای مقبره مقدس، اورشلیم

در ۲۲ ژوئیه شورایی در کلیسای مقبره مقدس برپا شد تا پادشاهی برای پادشاهی تازه ایجاد شدهٔ اورشیلم برگزیند. ریموند تولوز در ابتدا شاید برای نشان دادن تقوایش، پادشاه شدن را نپذیرفت، اما احتمالاً امیدوار بود که دیگر نجیب‌زادگان بر انتخاب او در هر صورتی پافشاری بورزند. گادفری که پس از اعمال ریموند در محاصرهٔ انطاکیه محبوبیت بیشتری بدست آورده بود، جایگاه پادشاهی اورشلیم را پذیرفت اما عنوان پادشاه را برای خودش نپذیرفت. ریموند که از این ماجرا خشمگین شده‌بود، سپاهش را از شهر به مقصد حومه شهر خارج نمود.
ماهیت و معنی دقیق عنوان گادفری مورد بحث و اختلاف دیدگاه‌ها است. اگرچه به صورت گسترده‌ای ادعا شده که وی عنوان آدوکاتوس سانتی سپولکری («حامی» یا «مدافع» مقبره مقدس) را برگزیده‌است، اما این عنوان تنها در نوشته‌هایی که خود گادفری نویسندهٔ آن‌ها نبوده، موجود است. به جای آن، گادفری خودش را به طرز ابهام‌برانگیزی پرینچپس یا به طرز ساده‌ای دوکس از لورن سفلی می‌نامیده‌است. طبق گفتهٔ ویلیام صوری در اواخر سده دوازدهم میلادی، گادفری در آن هنگام جنگجویی افسانه‌ای در اورشلیم صلیبی محسوب می‌شد؛ او از برسر گذاشتن «تاج طلایی» در مکانی که مسیح «تاجی از خار» برسر داشت، خودداری کرد. رابرت راهب، تنها رویدادنگار دوره جنگ‌های صلیبی است که نوشته‌است گادفری عنوان «پادشاه» را برگزیده است.

## یادداشت
1. ↑  Madden, Thomas F. The New Concise History of the Crusades page 33 (Rowman & Littlefield Pub. , Inc. , 2005). The تاریخچهٔ سوری ۱۲۳۴ یکی از منابعی است که ادعا کرده‌است که همهٔ مسیحیان اورشلیم پیش از رسیدن سپاه صلیبیون از شهر تبعید شده بودند. «نخستین و دومین جنگ صلیبی از تاریخ‌نگار ناشناس اهل سوریه» Trans. A.S. Tritton. Journal of the Royal Asiatic Society, 1933, p. 73. این امر برای جلوگیری از همکاری آن‌ها با صلیبیون صورت گرفت.
2. ↑  Advocatus Sancti Sepulchri
3. ↑  princeps
4. ↑  dux

1. ↑  همچون گادفری بوین و بالدوین یکم
2. ↑  همچون بالدوین سوم و امالریک یکم